# 富木謙治
富木 謙治（とみき けんじ、1900年3月15日 - 1979年12月25日）は、日本の武道（合気道・柔道）家。教育学者（武道論）。日本合気道協会、秋田県角館町（後の仙北市）出身。
満州建国大学教授、早稲田大学教育学部教授を歴任、合気道創始者・植芝盛平の高弟として成立期の合気道に理論面で影響を与え、自ら考案した競技合気道の普及発展に努めた。
講道館柔道創始者・嘉納治五郎が柔術を柔道に昇華させたように、合気道をより昇華させることを目指し、合気道の乱取り稽古を考案し導入した。富木の合気道は乱取り稽古を行うなど、他の会派と異なる点も多く、区別するため、「富木流合気道」、「富木合気道」と通称される（ただし、富木自身はこの呼称を用いておらず、「新合気道」「合気道競技」と命名していた）。陸軍中野学校の教官を務めた時期がある。

## 経歴
1900年（明治33年）、3月15日、秋田県仙北郡角館町横町（現 仙北市）で地主、富木庄助・たつ夫妻の長男として誕生。たつの父は日本画家の平福穂庵
1909年（明治42年）頃、柔道場に入門、柔道の修行を始める。
1914年（大正3年）、秋田県立横手中学校（現在の秋田県立横手高等学校の前身）入学。在学中は柔道部で活躍。
1919年（大正8年）、柔道初段位を取得。
1924年（大正13年）、早稲田大学政治経済学部入学後に、講道館に入門。在学中は柔道部で活躍、嘉納治五郎の謦咳に接し影響を受ける。
1926年（大正15年）、植芝盛平の技に魅せられ入門。
1927年（昭和2年）、大学院進学、柔道五段に昇段。
1929年（昭和4年）、宮城県電気局就職。。
1931年（昭和6年）、郷里・秋田県立角館中学校（現在の秋田県立角館高等学校の前身）に赴任。
1936年（昭和11年）、満州国に赴き、関東軍等で合気武道（当時の合気道の名称）を指導。
1938年（昭和13年）、建国大学助教授に就任｡
1940年（昭和15年）、植芝盛平から合気道界初の八段を授与される。
1941年（昭和16年）、建国大学教授と成る。
1945年（昭和20年）、日本敗戦、ソ連軍によりシベリア抑留。
1948年（昭和23年）、日本に帰国。
1949年（昭和24年）、早稲田大学体育部非常勤講師に就任。
1952年（昭和27年）、講道館護身術制定委員の一人に選ばれる。
1954年（昭和29年）、早稲田大学教授に就任。
1955年以降、自衛隊徒手格闘の制定に協力。
1958年（昭和33年）、早稲田大学合気道部設立、初代部長就任。『合気道入門』刊行。
1961年（昭和36年）、合気道競技をほぼ確立。
1964年（昭和39年）、早稲田大学教育学部教育学科に「体育学専修」開設、主任教授に就任。
1971年（昭和46年）、講道館より八段位を授与される。
1974年（昭和49年）、日本合気道協会を設立。
1975年（昭和50年）、日本武道学会副会長に就任。
1979年（昭和54年）、2月25日、結腸癌のため死去。享年79歳。

## 弟子
- 大庭英雄
- 寺本昭一
- 内山（三宅）順吉
- 越山進吾
- 成山哲郎
- 森川純治
- 志々田文明
- 三宅綱子
- カルガィス
- 井上武
- 木暮浩明
- 竹本義夫
- 佐藤忠之
- 小渕恵三
- 鈴木邦男

## 著作
- 柔道体操（1954年）
- 合気道入門（1958年）
- 新合気道テキスト（1964年）